# Gmina Stubno
Die Gmina Stubno ist eine Landgemeinde im Powiat Przemyski der Woiwodschaft Karpatenvorland in Polen. Ihr Sitz ist das gleichnamige Dorf mit etwa 1400 Einwohnern.

## Gliederung
Zur Landgemeinde (gmina wiejska) Stubno gehören folgende acht Dörfer mit einem Schulzenamt:
Barycz, Gaje, Hruszowice, Kalników, Nakło, Starzawa, Stubienko und Stubno.
Weitere Orte der Gemeinde sind:
Chałupki Dusowskie
Czeremosznia
Gęsia Wola
Kolonia (Stubno)
Kowaliki
Nowostawy
Pogorzelec
Przygon
Starzawa
Zagroble
Zakościele